# Xenorinoteri
El xenorinoteri (Xenorhinotherium bahiense) és una espècie de litoptern relacionada amb Macrauchenia patachonica, inclosa per alguns autors al mateix gènere (i per altres a la mateixa espècie). Fou descobert al Brasil i data del Plistocè i l'Holocè inferior. Era herbívor i probablement tenia una trompa. Podia mesurar fins a 5 m de llargada.